# Kaiserstraße 41 (Quedlinburg)

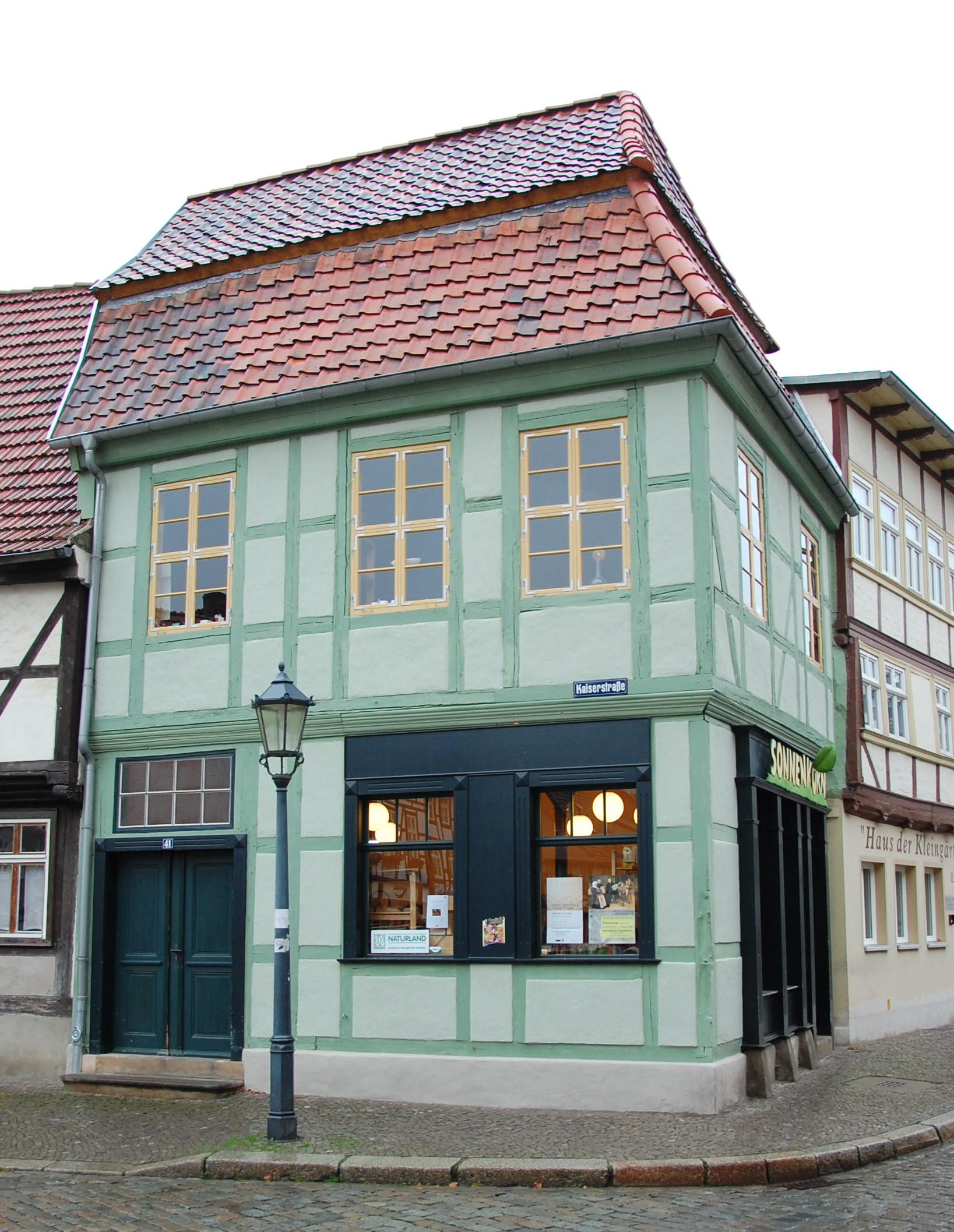
Kaiserstraße 41

Das Haus Kaiserstraße 41 ist ein denkmalgeschütztes Gebäude in der Stadt Quedlinburg in Sachsen-Anhalt.

## Lage
Es befindet sich in der historischen Quedlinburger Neustadt auf der Südseite der Kaiserstraße, an der Ecke zur Pölkenstraße und ist im Quedlinburger Denkmalverzeichnis als Wohnhaus eingetragen.

## Architektur und Geschichte
Das zweigeschossige Fachwerkhaus ist im Fachwerkstil des Barock gestaltet und von einem Mansarddach bedeckt. Die Haustür samt ihrem Oberlicht stammt aus der Zeit um 1830 und präsentiert sich im Stil des Klassizismus. In der Innengestaltung des Hauses ist eine spätbarocke Treppe mit gesägten Brettbalustern bemerkenswert.